# Torymoides capricornis
Torymoides capricornis är en stekelart som först beskrevs av Girault 1915.  Torymoides capricornis ingår i släktet Torymoides och familjen gallglanssteklar. Inga underarter finns listade i Catalogue of Life.